# Васил Стоин
Васил Стоянов Стоин е музикален фолклорист и автор на редица сборници с български народни песни, професор. Баща на фолклористката Елена Стоин (1915 – 2012).

## Биография
Роден е на 5 декември 1880 г. в Самоков. Завършва Самоковската духовна семинария, а през 1910 г. Консерваторията в Брюксел. В периодите 1897 – 1907 и 1911 – 1922 г. е гимназиален учител в Търново, Пловдив, Самоков, София. От 1925 до 1927 г. е лектор, а през 1927 – 1931 г. – професор в Държавната музикална академия в София. В периода 1926 – 1938 г. е ръководител на отдела за народна музика в Народния етнографски музей в София. През 1931 г. е ректор на Консерваторията. От 1931 до 1938 г. е председател на Българския музикален съюз.
Стоин активно изследва българския музикален фолклор. Записва около 14 000 песни от различни части на страната. Около 8000 песни са публикувани в сборниците „Народни песни от Тимок до Вита“ (1928), „Народна песнопойка“ (1930), „Народни песни от Средна Северна България“ (1931), „Родопски песни“ (1934, съвместно с Ангел Букурещлиев и Райна Кацарова), „Български народни песни от Източна и Западна Тракия“ (1939, посм.). Подготвя за печат сборниците „Народни песни от Западните покрайнини“ (1959, посм.) и „Народни песни от Самоков и Самоковско“ (1975, посм.).
Не е известно какво е станало с другите записани и нотирани песни.

## Памет
На Васил Стоин е наречена улица в квартал „Витоша“ в София (Карта).